# (198) Ampella
(198) Ampella – planetoida z pasa głównego asteroid okrążająca Słońce w ciągu 3 lat i 314 dni w średniej odległości 2,46 j.a. Została odkryta 13 czerwca 1879 roku w Marsylii przez Alphonse Borrelly’ego. Nazwa planetoidy pochodzi z mitologii greckiej od żeńskiej formy imienia Ampelos, satyra i przyjaciela Dionizosa.